# Liste der Kulturdenkmäler in Emmerzhausen
In der Liste der Kulturdenkmäler in Emmerzhausen sind alle Kulturdenkmäler der rheinland-pfälzischen Gemeinde Emmerzhausen aufgelistet. Grundlage ist die Denkmalliste des Landes Rheinland-Pfalz (Stand: 4. Mai 2023).

## Einzeldenkmäler
| Bezeichnung           | Lage                   | Baujahr                  | Beschreibung | Bild            |
| --------------------- | ---------------------- | ------------------------ | --- | --------------- |
| Quereinhaus           | Bergstraße 1 Lage      | 18. Jahrhundert          | Fachwerk-Quereinhaus, teilweise verschiefert, 18. Jahrhundert | BW              |
| Quereinhaus           | Gartenstraße 4 Lage    | 17. Jahrhundert          | Wohnteil eines ehemaligen Fachwerk-Quereinhauses mit Niederlass, wohl aus dem 17. Jahrhundert | BW              |
| Schulhaus             | Hauptstraße 23 Lage    | frühes 18. Jahrhundert   | ehemalige Schule; Fachwerkbau, teilweise verschiefert, frühes 18. Jahrhundert | BW              |
| Quereinhaus           | Schulstraße 5 Lage     | 17. oder 18. Jahrhundert | Fachwerk-Quereinhaus, verkleidet, wohl aus dem 17. oder 18. Jahrhundert | BW              |
| Dorfgemeinschaftshaus | Schulstraße 14 Lage    | 1908                     | ehemalige Schule; Krüppelwalmdachbau, teilweise verschiefert, bezeichnet 1908 | BW              |
| Lager Stegskopf       | südlich des Ortes Lage | 1932/33                  | 1932/33 erstmals angelegt, Baubestand ab 1940; wechselnde Funktionen: vor 1945 Reichsarbeitsdienst-Lager, Polizeiübungslager, Reichsausbildungslager der Hitlerjugend, dann Lager für Displaced Persons, Standort der französischen Besatzungsarmee, ab 1958 der Bundeswehr am Truppenübungsplatz Daaden; Typenbauten in der Art von Baracken, mit Funktionsgebäuden samt ehemaligen Exerzier- und Appellplätzen; bauliche Gesamtanlage | Fotos hochladen |